# Za Lasem (Brzesko)
Za Lasem (dawniej Zalesie) – część miasta Brzeska, w jego skrajnie północnej części.
Dawniej był to przysiółek wsi Jodłówka o nazwie Zalesie, którą 15 lipca 1992 włączono do Brzeska.